# クリスティーナ・オルティス
クリスティーナ・オルティス（Cristina Ortiz, 1950年 -　）は、ブラジルのピアニスト。クリスティーナ・オルティズ（またはオルティーズ）とも記す。

## 略歴
1969年ヴァン・クライバーン国際ピアノコンクール優勝。イギリスを中心にヨーロッパで活躍する。古典派からフランス印象派、バーンスタインなどの近代まで、幅広いレパートリーをもつ。
ヴィラ＝ロボスのピアノ協奏曲全集、リチャード・ヒコックス指揮シティ・オブ・ロンドン・シンフォニアによるベートーヴェンのピアノ協奏曲全集、クララ・シューマンのソロ・ピアノ曲のレコーディングで知られる。またモーシェ・アツモン指揮ロイヤル・フィルハーモニー管弦楽団と協演したラフマニノフのピアノ協奏曲第2番は評価が高い。
これまでの主な共演者にウラディーミル・アシュケナージ、ネーメ・ヤルヴィ、マリス・ヤンソンス、デイヴィッド・ジンマン、小泉和裕など。オーケストラはベルリン・フィル、ウィーン・フィル、クリーヴランド管弦楽団、シカゴ交響楽団、チェコ・フィルハーモニー管弦楽団、フィルハーモニア管弦楽団などである。  
奏法や音楽性の特徴としては音楽的な中庸さとマイルドで優美な音色などが際立っている。